# Diego Karg
Diego Karg (Arnhem, 9 augustus 1990) is een Nederlands voetballer. 
Karg werd op zijn zevende gescout door FC Den Bosch en heeft er de gehele verdere jeugdopleiding doorlopen. In het seizoen 2007/08 maakte hij op zestienjarige leeftijd zijn debuut in het eerste elftal van de club uit Den Bosch. In de tweede seizoenshelft van 2011-2012 vertrok hij, naar Telstar. Hier tekende hij een contract van 2.5 jaar. Hierna speelde hij nog tot en met 2015 op amateurbasis bij FC Eindhoven.. Karg behaalde na zijn topsportloopbaan zijn HBO-diploma fysiotherapie aan de Hogeschool van Amsterdam en is momenteel werkzaam als fysiotherapeut.